# Bowling Green (Virginia)
Bowling Green is een plaats (town) in de Amerikaanse staat Virginia, en valt bestuurlijk gezien onder Caroline County.

## Demografie
Bij de volkstelling in 2000 werd het aantal inwoners vastgesteld op 936.
In 2006 is het aantal inwoners door het United States Census Bureau geschat op 1013, een stijging van 77 (8,2%).

## Geografie
Volgens het United States Census Bureau beslaat de plaats een oppervlakte van
4,1 km², geheel bestaande uit land. Bowling Green ligt op ongeveer 53 m boven zeeniveau.

## Plaatsen in de nabije omgeving
De onderstaande figuur toont nabijgelegen plaatsen in een straal van 36 km rond Bowling Green.